# Kutadnchi
Kutadnchi est un village du Cameroun situé dans le département du Mezam et la Région du Nord-Ouest. Il fait partie de l'arrondissement de Bali, dans la subdivision de Bali Nyonga.

## Population
Lors du recensement de 2005, on y a dénombré 507 personnes.